# ホルム

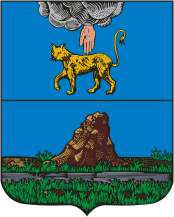
ホルム市の紋章

ホルム（ロシア語: Холм、ラテン文字表記の例: Kholm）は、ロシア・ノヴゴロド州の南部にある町。人口は3,214人（2021年）。
州都ノヴゴロドから南へ200km、トロペツから北へ77km、スターラヤ・ルーサからは南西へ93km。ロヴァチ川とクーニャ川の合流点に位置している。
ホルムは、1144年の文献に「ホルム・ポゴスト」（丘の墓地）の名で登場する。中世にはトヴェリのトヴェリ公国の分領ホルムスキー公の座所であったホルム・ポゴストは、リトアニア大公国をはじめポーランド王国、スウェーデンなど様々な国の軍隊の攻撃にあったが耐えてきた。1777年に郡（ウイェースト）の中心都市としてホルムに改名されている。
第二次世界大戦中の1942年、ホルムはレニングラード方面への兵站拠点としてドイツ軍に占領される。レニングラードでドイツ軍が敗北した後、侵攻してきたソ連軍によりホルムはおよそ3ヶ月間包囲下におかれた（ホルムの戦い）。その後、1944年2月21日までドイツ軍の占領下におかれていたが、1944年2月の赤軍の大攻勢（トロペツ＝ホルム作戦）にてホルムのドイツ軍守備隊は降伏した。ホルムは戦いで完全に破壊され、現在の人口は戦前の3分の2にすぎない。
ホルム西方の深い森と沼地の奥には現在では荒れ果てているルデイスキー修道院がある。